# Bussero (metrostation)
Bussero is een metrostation in de Italiaanse gemeente Bussero dat werd geopend op 5 mei 1968 en wordt bediend door lijn 2 van de metro van Milaan. 

## Geschiedenis
In 1959 werd een plan goedgekeurd om de interlokale tram tussen Milaan en het Addadal buiten de stad op vrije baan te brengen in verband met toenemende hinder van het overige wegverkeer. De vrije baan werd tussen 1962 en 1968 gebouwd tussen Gorgonzola en Cascina Gobba. Gaande de bouw werden vier stations, Cascina Burrona, Bussero, Villa Fiorita en Villa Pompea, ingevoegd. Ze zijn allemaal opgetrokken uit geprefabriceerde onderdelen naar hetzelfde ontwerp al zijn er verschillen op details. De sneltramdienst op de vrije baan begon op 5 mei 1968, op 4 december 1972 werd de sneltram vervangen door de metro toen de vrije baan werd opgenomen in metrolijn 2.

## Ligging en inrichting
Het station ligt aan de zuidrand van de bebouwde kom van Bussero waar een bescheiden stationsgebouw met toiletten en kaartautomaten ligt. Ten oosten van het station ligt langs de noordrand van het spoor een parkeerterrein met 290 plaatsen. De perrons liggen op palen naast de sporen en hebben een golfplaten afdak. De reizigers moeten de sporen kruisen met een loopbrug tussen de perrons ten westen van de loopbrug. Op 26 september 2018 werden de eerste werkzaamheden van het groot onderhoud verricht. Tijdens deze werkzaamheden zijn ook hellingen voor rolstoelgebruikers aangelegd. In verband met de ligging buiten Milaan zijn de interlokale tarieven van toepassing. 